# Abdi İpekçi

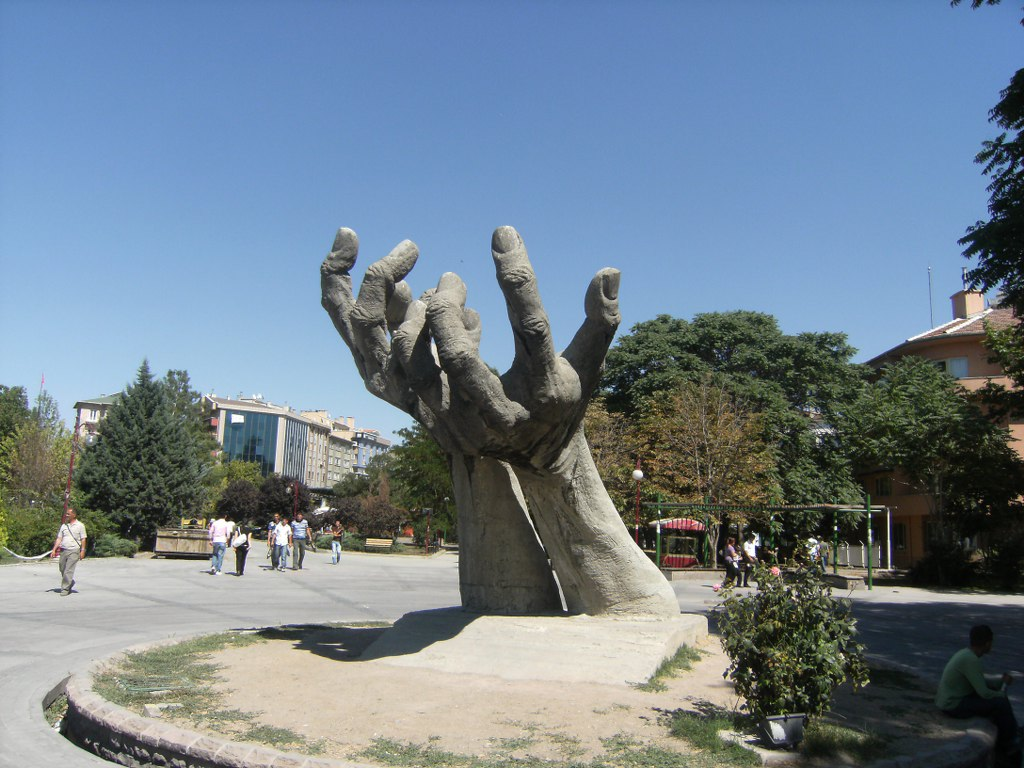
L'estàtua Mans de l'artista Metin Yurdanur, dedicada a İpekçi al Parc d'Abdi İpekçi a Ankara.

Abdi İpekçi (İstanbul, 9 d'agost de 1929 – 1 de febrer de 1979) fou un periodista turc, editor en cap de Milliyet i assassinat per Mehmet Ali Ağca. İpekçi es va casar amb Sibel İpekçi (Dilber) i va tenir una filla, Nükhet i un fill Sedat İpekçi.
Abdi İpekçi fou un activista de pau. El seu nom va ser donat a un "Premi de Pau i Amistat (Turco-Grec)".